# Army of Anyone
Army of Anyone är en rockgrupp bildad av Filter-sångaren Richard Patrick tillsammans med Dean DeLeo (gitarr) och Robert DeLeo (bas) från Stone Temple Pilots samt trummisen Ray Luzier, tidigare medlem i David Lee Roths band. Deras självbetitlade debutalbum gavs ut 2006 och producerades av Bob Ezrin.

## Diskografi
Studioalbum
- 2006 – Army of Anyone

Singlar
- 2006 – "Goodbye"
- 2007 – "Father Figure"